# 南極定理

南極 S と北極 N に関する拡張南極定理

南極定理（なんきょくていり、独: Südpolsatz）は、三角形に関する幾何学の定理である。その主張は、三辺の長さが相異なる三角形において、ある一辺の垂直二等分線と、その辺に対向する角の二等分線は、外接円上で交わるというものである。この交点は南極とも呼ばれる。対応する外角の二等分線もまた、垂直二等分線と外接円上で交わる。この交点を（南極とは逆に）北極とも呼ぶ。これら二つの命題をあわせて拡張南極定理と呼ぶ。

## 命題
導入部の記述では、二等辺三角形と正三角形の場合を除外している。垂直二等分線と角の二等分線が同一になり、交点が存在しないケースがありうるからである。これらのケースは、以下のように定式化してまとめることができる。
任意の三角形において、内角の二等分線および外角の二等分線はそれぞれ、その内角の対辺の垂直二等分線と外接円の二つある交点のうちどちらか一つを通る。

## 証明

南極定理

1. 垂直二等分線を {\displaystyle m_{c}}、角の二等分線を {\displaystyle w_{\gamma }} として説明する。垂直二等分線 {\displaystyle m_{c}} と外接円との交点のうち、AB について C と異なる側の方を S と定義する。U を外接円の中心とすると、弧 AS に対する円周角と中心角の関係より、角 ACS は 角 AUS の半分の大きさである。同様にして、角 SCB は角 SUB の半分の大きさである。角 AUS と角 SUB は対称性により同じ大きさであるから、角 ACS と角 SCB は同じ大きさになる。すなわち、S は角 {\displaystyle \gamma =\angle ACB} の二等分線上にある。よって垂直二等分線と角の二等分線との交点は S と一致し、それは外接円上にある。
2. S は AB の垂直二等分線上にあるので、対称性より辺 AS と 辺 BS は同じ長さになる。円周角の定理より、同じ長さの弦に対する円周角は同じ大きさなので、頂点 C と 弦 AS および 弦 BS によって作られる角は同じ大きさである。したがって CS は C の角の二等分線であり、外接円上で垂直二等分線と交わる。